# Isaac Nuhu
Isaac Nuhu (30 september 2001) is een Ghanees voetballer die sinds 2020 uitkomt voor KAS Eupen. Nuhu is een middenvelder.

## Carrière
KAS Eupen nam Nuhu in januari 2020 over van de Aspire Academy, waarmee de Belgische club had. Hij was de laatste versterking uit de Afrikaanse tak van de Aspire-academie, die in 2020 de deuren sloot. Op 10 augustus 2020 maakte hij zijn officiële debuut voor de club in de competitiewedstrijd tegen OH Leuven, waarmee hij meteen goed was voor de gelijkmaker die Eupen op de eerste speeldag van het nieuwe seizoen een punt opleverde. In september 2021 brak Eupen zijn contract, dat medio 2022 afliep, open tot 2025.

## Clubstatistieken
| Seizoen         | Club            | Land            | Competitie         | Competitie | Competitie | Beker | Beker | Supercup | Supercup | Europees | Europees | Totaal | Totaal |
| Seizoen         | Club            | Land            | Competitie         | Wed.       | Dlp.       | Wed.  | Dlp.  | Wed.     | Dlp.     | Wed.     | Dlp.     | Wed.   | Dlp.   |
| --------------- | --------------- | --------------- | ------------------ | ---------- | ---------- | ----- | ----- | -------- | -------- | -------- | -------- | ------ | ------ |
| 2019/20         | KAS Eupen       | Vlag van België | Jupiler Pro League | 0          | 0          | 0     | 0     | —        | —        | —        | —        | 0      | 0      |
| 2020/21         | KAS Eupen       | Vlag van België | Jupiler Pro League | 7          | 1          | 0     | 0     | —        | —        | —        | —        | 7      | 1      |
| 2021/22         | KAS Eupen       | Vlag van België | Jupiler Pro League | 24         | 2          | 3     | 0     | —        | —        | —        | —        | 27     | 2      |
| 2022/23         | KAS Eupen       | Vlag van België | Jupiler Pro League | 19         | 2          | 1     | 0     | —        | —        | —        | —        | 20     | 2      |
| 2023/24         | KAS Eupen       | Vlag van België | Jupiler Pro League | 21         | 4          | 1     | 0     | —        | —        | —        | —        | 22     | 4      |
| Carrière totaal | Carrière totaal | Carrière totaal | Carrière totaal    | 71         | 9          | 5     | 0     | 0        | 0        | 0        | 0        | 76     | 9      |

Bijgewerkt op 22 januari 2024.
1 Moser ·
2 Van Genechten ·
3 Davidson ·
4 Baiye ·
7 Nuhu ·
8 Peeters ·
9 Prevljak ·
10 Charles-Cook ·
11 N'Dri ·
13 S. Keita ·
14 Deom ·
15 Magnée ·
17 Bitumazala ·
18 A. Keita ·
20 Magee ·
23 Christie-Davis ·
24 Wakaso ·
28 Paeshuyse ·
29 Alloh ·
30 Gorenc ·
33 Nurudeen ·
35 Lambert ·
47 Offermann ·
77 Oger ·
99 Roufosse ·
Coach: Still